# Серково (городской округ Серебряные Пруды)
 Серково  — деревня в городском округе Серебряные Пруды Московской области.

## География
Находится в южной части Московской области на расстоянии приблизительно 2 км на восток-юго-восток по прямой от окружного центра поселка Серебряные Пруды на правом берегу реки Осётр.

## История
Известна с 1597 года. В XVII веке отмечалась как пустошь. В 1795 году сельцо 20 владельцев с 38 дворами, в 1905 (уже деревня) — 96 дворов, в 1974 — 43. В советское время работал колхоз «Новый путь». В период 2006—2015 годов входила в состав Успенского сельского поселения Серебряно-Прудского района.

## Население
Постоянное население составляло 328 человек (1795), 389 (1858), 628 (1885), 806 (1905), 109 (1974), 46 в 2002 году (русские 94 %), 116 в 2010.